# 10135 Wimhermsen
10135 Wimhermsen è un asteroide della fascia principale. Scoperto nel 1993, presenta un'orbita caratterizzata da un semiasse maggiore pari a 2,3815071 au e da un'eccentricità di 0,1273379, inclinata di 5,75424° rispetto all'eclittica.